# Přehled hlavních územních změn ve Svaté říši mezi 25. 2. 1803 a 12. 7. 1806

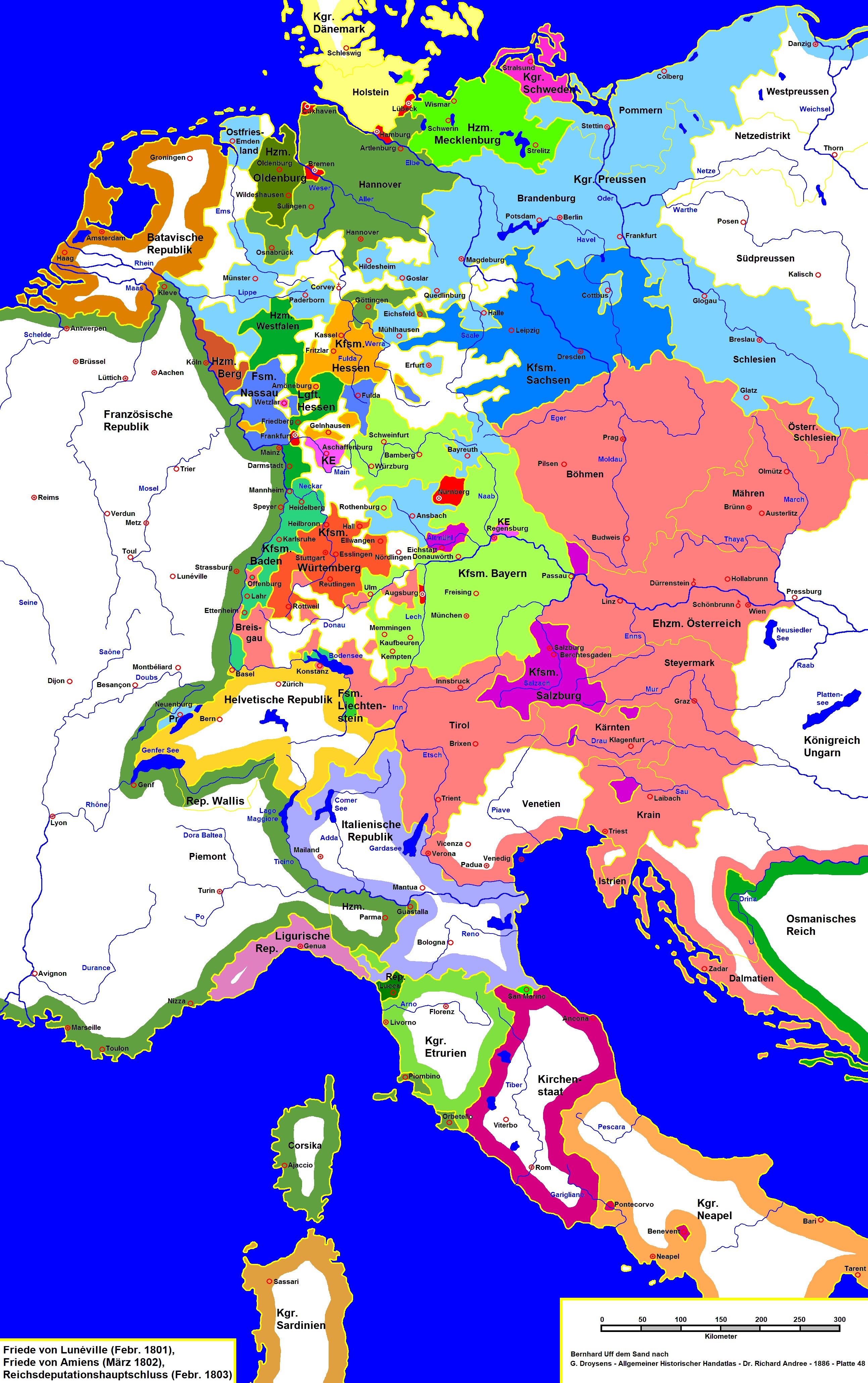
Střední Evropa kolem r. 1803

Tento článek popisuje územní a politické změny v závěrečném období existence Svaté říše římské mezi výnosem mimořádné říšské deputace a vyhlášením Rýnského spolku.

## Přehled změn podle roků

### 1803
- 19. února umřel poslední hrabě Bentheim-Bentheim, dědicem nároků na hrabství Bentheim se stal hrabě Bentheim-Steinfurt.
- 21. března císař povýšil všechny tři vládnoucí hrabata z rodu Waldburgů do knížecího stavu pro hlavu rodu, dědičného v linii prvorozených synů.

- Hrabě Nostic prodal purkrabství Rieneck ve Frankách knížeti Colloredo-Mannsfeldovi.
- Svobodné panství Haldenstein vlastněné hrabětem von Salis-Haldenstein bylo nuceně připojeno k obnovenému Švýcarskému spříseženstvu, přesněji ke kantonu Graubünden, který nad panstvím vykonával již od r. 1558/68 suzerenitu.
- Hrabě Solms-Wildenfels koupli bývalý cisterciácký ženský klášter Engelthal v majetku hraběte Leiningen-Westerburg z mladší větve rodu. Z kláštera, který nebyl nikdy v rámci říše suverénní a z klášterních pozemků učinil říšské bezprostřední panství.[1]
- Na jaře a v lété probíhala válka Velké Británie s Napoleonem, ten úspěšně obsadil britské Hannoverské kurfiřtství.
- 5. července byla podepsána Artlenburská mírová dohoda Británie s Francií. Británie se ve prospěch Francie vzdala Hannoverska se všemi přidruženými zeměmi (např. Brémské a Sasko-lauenburské vévodství, knížectví Osnabrück, hrabství Hoya atd.), tyto země byly de facto vyloučeny ze svazku říše, naopak byly zrušeny lenní vazby Hannoverska vůči hrabstvím Bentheim a Spiegelberg, která se stalyí v rámci říše plně svrchované
- 26. července byla v Malmö podepsána zástavní smlouva mezi Švédským královstvím a Meklenbursko-zvěřínským vévodstvím. Král Gustav IV. Adolf zastavil na 99 let vévodovi Fridrichu Franzi I. švédskou část ostrova Poel, město Wismar s okolím a okres Neukloster za 1 250 000 zl. Zástava již nikdy nebyla vyplacena a územní změna se stala trvalou.
- 29. srpna byl ustaven tzv. Frankfurtský spolek, jehož cílem byla pokud možno vstřícná politika vůči Francii. V roce 1804 spolek deklaroval neutralitu. Jeho členy byla hrabata z Erbachu, knížata z Hohenlohe, knížata a hrabata z Isenburgu, knížata a hrabata z Leiningenu, knížata a hrabata ze Solmsu, knížata z Wiedu-Runkelu, knížata a hrabata z Löwenstein-Wertheimu, knížata ze Sayn-Wittgensteinu, knížata Oettingen-Spielberg a dědicové alodiálního panství Limpurg-Speckfeld.[2]
- V říjnu umřel breisgavský vévoda Ercole III. d'Este, jeho dcera Maria Beatrice spolu s manželem, arcivévodou Ferdinandem Rakouským předali své vévodství Breisgau-Ortenau do společné správy s císařem Františkem II.
- Koncem roku byl v reakci na středoněmeckou a protestantskou Frankfurtskou unii založen "Spolek švábských knížat" (Schwäbischer Fürstenbund) jehož členy byla knížata a hrabata z Waldburg-Zeilu a Waldburg-Wolfeggu, knížata Hohenzollern-Sigmaringen a Hohenzollern-Hechingen, a knížata Oettingen-Wallerstein a Fürstenberg; v roce 1805 spolek deklaroval neutralitu, k jeho mezinárodnímu uznání nikdy nedošlo..[2]
- V prosinci byl hrabě Sinzendorf povýšen do dědičného knížecího stavu pro hlavu rodu, zároveň s tím bylo jeho říšské purkrabství Winterrieden ve Švábsku povýšeno na okněžněné purkrabství.

### 1804
- Umřel poslední kníže Stolberg-Gedern, dědicem se stává hrabě Stolberg-Wernigerode.
- 7. ledna bylo panství Krautheim povýšeno na říšské knížectví.
- 12. května Napoleon donutil britského krále a hannoverského kurfiřta vzdát se zástavní držby hrabství Bentheim, to se nakrátko vrátilo do rukou hraběte Bentheim-Steinfurt.
- Kníže Oranžsko-Nasavský prodal císaři panství Blumenegg, St. Gerold a Liebenau, vsi a dvory v enklávách rakouského hrabství Montfort a kolem Lindau a také fojtství Bendern v Lichtenštejnsku (na úkor knížete lichtenštejnského).
- Císař koupil knížectví Lindau od knížete Bretzenheima.
- V červnu umřel poslední hrabě Fugger-Mickhausen, dědicem byl hrabě Fugger-Nordendorf.
- Kníže de Ligne prodal v červnu hrabství Edelstetten i s hlasem ve Westfálském hraběcím kolegiu knížeti Esterházymu. Kníže de Ligne zůstal personalistou v témže kolegiu.
- Hrabě Abensberg-Traun prodal hraběti Windisch-Graetzovi hrabství Eglofs i s hlasem ve švábském kolegiu.
- Hrabě Windisch-Graetz koupil také sousední rytířské panství Siggen. Císař obě državy 14. června sjednotil a povýšil na říšské knížectví s rodovým jménem Windisch-Graetz. Hrabě získal dědičný knížecí titul pro hlavu rodu.
- Hrabě Königsegg-Rothenfels prodal císaři hrabství Rothenfels za severní tyrolskou hranicí.
- Hraniční úpravy mezi knížectvími Leiningen a Krautheim.
- 11. srpna vzniklo Císařství rakouské.
- Kníže Hohenlohe-Waldenburg-Bartenstein prodal svůj podíl na franckém panství Limpurg-Speckfeld knížeti Colloredo-Mannsfeldovi.
- Hrabě Schlitz, zvaný Görtz byl podmínečně přijat do kolegia wetterauských hrabat říšského sněmu, prozatím jako personalista s lhůtou 12 let.
- Bavorský kurfiřt plně zbavil svrchovanosti hrabství Haag, kterému dosud vládl v personální unii s Bavorskem[3]
- Württembersko, Bavorsko a Hesensko-Darmstadtsko se pokoušelo svévolně a protiprávně mediatizovat statky říšského rytířstva. Hesensko-Darmstadtsko se krátce zmocnilo také voleného říšského purkrabství Friedberg, na zásah císaře byla většina rytířských statků i s purkrabstvím Friedberg znovu restituována.
- 17. prosince bylo hrabství Edelstetten knížete Esterházyho povýšeno císařem na okněžněné hrabství.

### 1805
- 12. ledna byl hrabě Trauttmansdorff dědičně povýšen na knížete a na hlavu rodu. Jeho ves Umpfenbach ve Frankách byla císařem povýšena na okněžněné hrabství. Umpfenbach byl přijat do kolegia franckých hrabat říšského sněmu.
- Panství Reichenstein hraběte Nesselrodeho ve Westfálském hraběcím kolegiu bylo násilně mediatizováno knížectvím nasavsko-weilburským.
- Hrabě Sickingen prodal svou vesnici Pleß hraběti Fugger-Kirchberg.

- V červnu umřel poslední kníže Hohenlohe-Neuenstein-Oehringen, dědicem majetku se stal kníže Hohenlohe-Neuenstein-Ingelfingen, hlas v knížecí radě říšského sněmu zdědil kníže Hohenlohe-Neuenstein-Langenburg.
- 14. srpna hrabě Ortenburg směnil s Bavorskem rodové hrabství Ortenburg za klášterní panství (povýšené při té příležitosti na hrabství) Tambach poblíž Würzburgu[4][5]
- Waldecký kníže Friedrich Karl August předal hrabství Pyrmont svému následníkovi Georgovi, sám dál vládl nad Waldeckem; v roce 1807 byly obě země připojeny k Vestfálskému království; v roce 1813 proběhla obnova svrchovanosti obou zemí a sjednocení pod Georgem (I.).
- Série dalších svévolných mediatizací říšského rytířstva. Mediatizací si polepšilo zejména Bavorsko, Württembersko, Bádensko a Hesensko-Darmstadtsko, v menší míře i některé další státy. Takřka bezmocný císař už většinou nedokázal účinně zakročit. Z prominentních rodů ztratil suverenitu nad rytířskými statky např. rod hrabat a svobodných pánů Schenků ze Stauffenbergu ve prospěch Württemberska nebo hrabat von Preysing ve prospěch Bavorska.
- Württembersko svévolně mediatizovalo panství Hohengundelfingen v majetku knížete Palm-Gundelfingen.[6]
- V září až prosinci proběhla 3. koaliční válka s Napoleonem, Rakousko prohrálo a ztratilo zbývající vliv ve Švábsku a na říšském jihozápadě.
- 3. prosince, ještě před koncem války, obsadilo Bádensko komendy a komturství Řádu německých rytířů (kterému tak již zbylo jen vlastní knížectví Mergentheim na pomezí Švábska a Frank), knížectví Heitersheim patřící Řádu maltézských rytířů a statky říšského rytířstva kolem jeho hranic.
- 15. prosince podepsal Napoleon v okupované Vídni tajnou dohodu s Pruskem. Prusko podle ní mělo Francii odstoupit markrabství Ansbach, vévodství Kleve a knížectví Neuchâtel. Za to smělo anektovat Hannoverské kurfiřtství (naplněním dohody se Prusko de facto postavilo na stranu Francie proti Británii).
- 19. prosince bylo vydáno prohlášení maršála Berthiéra o podpoře panovníků Bavorska, Württemberska a Bádenska při likvidaci zbylých statků říšského rytířstva proti vůli římského císaře Františka II.
- 20. prosince byla podepsána smlouva mezi Francií a Bádenskem: Bádensko odstoupilo Francii město Kehl na východ od Rýna.
- 26. prosince byl podepsán Prešpurský mír, Rakousko odstoupilo Bavorsku markrabství Burgau, salcburskou část Pasovska, okněžněné hrabství Tyroly, hrabství Vorarlberk, Hohenems, Rothenfels a Montfort a knížectví Lindau. Württembersku odstoupilo lankrabství Nellenburg a hrabství Hohenberg a breisgauské exklávy ve Württembersku, Bádensku odstoupilo vévodství Breisgau a Ortenau (postižen byl i arcivévoda Ferdinand s chotí), město Kostnici a komendu Německých rytířů Meinau (pod rakouskou suverenitou). Rakousko ale získalo Salcburské kurfiřtství včetně Berchtesgadenského knížectví. Úřad velmistra Řádu německých rytířů měl napříště náležet jen habsburským arcivévodům. Bavorsko se výměnou za zisky od Rakouska vzdalo Würzburgu a nádavkem k ziskům od Rakouska získalo ještě mandát k obsazení říšského města Augsburgu. Württembersko získalo kromě držav od Rakouska také právo obsadit hrabství Bonndorf v majetku Řádu maltézských rytířů. Kurfiřt salcburský získal od Bavorska vévodství Würzburg jako nové kurfiřtství. Rakousko dále postouplilo Francii nebo jejím satelitním státům oblasti mimo vlastní říšské území: Benátsko, jižní část Istrijského poloostrova a Dalmácii.

### 1806
- 1. ledna se Bavorsko a Württembersko prohlásily (s Napoleonovou podporou) za království.
- 18. ledna bylo švábské opatství Rot an der Rot v majetku hraběte Wartenberg-Rot povýšeno na říšské hrabství s jménem Wartenberg-Roth[7]
- 28. ledna byla uzavřena smlouva mezi Bádenskem a Řádem maltézských rytířů, bádenský velkovévoda vzal řád pod zvláštní "věčnou" ochranu a titul německého řádového velkopřevora měl napříště náležet jen některému z bádenských princů[8]
- 6. ledna proběhlo předání Breisgau a Ortenau Bádensku.
- V únoru proběhlo vzájemné předání Tyrol, Salcburska a Würzburgu.
- Pruský král anektoval Hannoversko.
- 12. března: Knížectví Nasavsko-Usingensko postoupilo dohodou Francii pevnosti Kastel a Kostheim na východním břehu Rýna naproti Mohuči spolu s rýnským ostrovem St. Petersinsel tamtéž.
- 15. března: Bavorsko odstoupilo vévodství Berg, jeho novým vládcem a tedy říšským knížetem se proti vůli císaře Františka II. stal Napoleonův švagr, Joachim Murat, který zároveň získal od Napoleona také původně pruské vévodství Kleve (s výjimkou města Wesel, které zůstalo přímou součástí Francouzského císařství). Bavorsko bylo odškodněno markrabstvím Ansbach, které Napoleon rovněž předtím získal od Pruska..
- 8. dubna bylo Anhaltsko-bernburské knížectví povýšeno císařem na vévodství.
- 9. dubna: říšská hrabství Reuss-Ebersdorf a Reuss-Schleiz byla povýšena na říšská knížectví a jejich vládci na knížata pro celý rod. Zároveň byl ahrabství Reuss-Greiz a Reuss-Lobenstein, jejichž vladaři již měly knížecí titul, rovněž povýšena na říšská knížectví.
- 16. dubna: hrabata Fuggerové (nikoli kníže Fugger-Babenhausen) pod nátlakem podepsala s Bavorskem dohodu o brzké mediatizaci jejich státečků.[9]
- 3. června: hraniční dohoda mezi Bavorskem a Württemberskem, již dopředu se v ní počítalo s brzkou mediatizací říšských stavů ve Švábsku a Frankách.
- 7. června: bavorský král zveřejnil a zároveň uvedl do praxe dohodu o mediatizaci hrabat Fuggerů.[9]